# کارخانه آبجوسازی ساکو

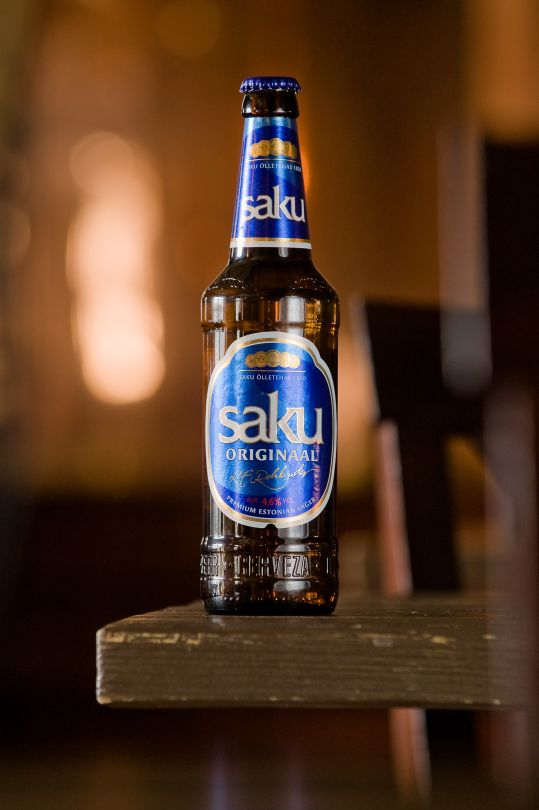

کارخانه آبجوسازی ساکو (به استونیایی: Saku Õlletehas) یک شرکت سازنده محصولات نوشیدنی و الکی در کشور استونی است.
این شرکت در سال ۱۸۲۰ میلادی تأسیس شده است.